# Papež Gregor VII.
Gregor VII. (latinsko Gregorius VII, papež Rimskokatoliške cerkve, benediktinski redovnik in svetnik; * 1020 ali 1025 Soana (Grofija Aldobrandeschi, danes Sovana, Italija), † 25. maj 1085 Salerno (Sicilsko kraljestvo, danes Italija).

## Življenjepis

### Poreklo in otroštvo
Gregor VII., rojen Hildebrand Sovane, izhaja iz skromne družine in njegov natančni datum rojstva ni znan. Po novejših odkritjih je umrl star okrog 70 let in bi potem mogli njegovo rojstvo staviti okrog leta 1015 , vendar razni življenjepisi prinašajo različne datume med 1015 in 1030.
O njegovih mladostnih letih ni podatkov. Verjetno so njegovi predniki bili lombardskega porekla; nekateri so njegovo ime pozneje povezovali s plemiško rodovino Aldobrandinijev, vendar zanesljivi viri poročajo, da je bil njegov oče Bonizo tesar ali kmet, medtem ko matere ne omenjajo.
V nežni mladosti je prišel Gregor v Rim, da bi prejel vzgojo v samostanu svete Marije na Aventinskem griču, ki ga je vodil kot opat njegov stric po materini strani Lavrencij (Laurentius).

### Mladost v cerkveni službi
Stroga benediktinska načela in visoka izobrazba, ki jo je mladi Hildebrand prejel v samostanu, so gotovo vplivali na nastanek in razvoj ideje o cerkveni obnovi, ki jo je pozneje neustrašeno zagovarjal in izvajal. Postal je tajnik Janeza Gracijana (Johannes Gratianus), nadžupnika pri Svetem Janezu pri Latinskih vratih in poznejšega papeža Gregorja VI.. 
Ko je cesar Svetega rimskega cesarstva Henrik III. odstavil Gregorja VI. in ga poslal v izgnanstvo v Nemčijo, je papeža spremljal njegov zvesti kaplan Hildebrand čez Alpe v Köln, kjer je ostal do njegove smrti 1047. Nato se je umaknil v Cluny in tam prebival več kot leto dni. 

### Papeški svetovalec
V Besançonu se je Hildebrand januarja 1049 srečal z Brunom, toulskim škofom, ki je kmalu nato postal papež z imenom Leon IX.. Papež ga je kmalu po nastopu službe poklical v Rim ter imenoval za diakona ter upravitelja cerkvenega premoženja. Hildebrand je pokazal izredno sposobnost za upravljanje, ki ga je tudi pozneje označevala pri papeževanju. 
1054. ga je papež kot legata poslal v Francijo, da bi preiskal Berengarjevo (Berengarius) zadevo. Ko je Leon umrl, je na Hildebrandovo priporočilo postal papež Beghard, eichstadski škof, ki si je nadel ime Viktor II., a je kmalu umrl. Nasledil ga je Štefan X., ki je legata potrdil in ga poslal v Nemčijo, a ni dočakal njegove vrnitve, vendar je že umirajoč prepovedal določanje naslednika pred Hildebrandovo vrnitvijo. Trenutni zastoj je izkoristila rimska aristokracija, ki je izvolila papeža Benedikta X., ki ga prištevamo med protipapeže. Na čelu 300 normanskih vojščakov je Hildebrand  osebno nastopil proti Benediktu in ga prisilil k odstopu. Nato je zagotovil izvolitev domačina Gerarda, florentinskega in burgundijskega škofa, ki si je privzel ime Nikolaj II. (1059-1061)  
Ta postopek je izredne važnosti, ker uvaja v poznejše Hildebrandove odloke, ki jih je izdal kot papež Gregor VII., in sicer neveljavnost izvolitve s strani laičnih volivcev.
Nikolaja je nasledil Aleksander II., ki je Hildebranda, sedaj že arhidiakona, potrdil za svetovalca in začel izvajati reforme po njegovih načelih. Utrdil je sodelovanje z Normani na jugu polotoka in se zavzel za protigermansko gibanje na severu Italije. Predvsem pa je odločil, da volijo papeža samo kardinali brez sodelovanja ali celo odobritve s strani posvetnih oblasti.

## Papež
Že naslednji dan po smrti Aleksandra II. so kardinali 22. aprila 1073 izvolili Hildebranda za papeža, na enoglasno odobravanje ljudstva. Po določbi papeža Nikolaja II. je bila cesarju priznana pravica sodelovanja pri papeških volitvah, kakor tudi potrditev izvoljenega papeža. Nemški škofje, ki so poznali Hildebrandovo doslednost v izvajanju obnove, so hoteli na vsak način preprečiti cesarjevo soudeležbo, da bi ne prišlo do trenja. Ko je pa cesarjev pooblaščenec grof Eberhard iz Nettenburga podal ugodno poročilo o poteku izvolitve, jo je cesar Henrik IV. brez pridržkov odobril. To je bila tudi zadnja vladarska potrditev papeških volitev v zgodovini. Novi papež je med tem prejel duhovniško posvečenje, slovesno škofovsko posvečenje pa na praznik apostolov Petra in Pavla, 29. junija 1073. Privzel si je ime Gregor kot spomin na svojega dobrotnika in podpornika Gregorja VI. 

Prenova Cerkve, za katero so se zavzemali tudi njegovi predhodniki, je pod Gregorjem VII. dosegla svoj vrhunec; po njem se v zgodovini imenuje gregorijanska reforma. Gregorjev program je bil enostaven: Bog mora v svojem kraljestvu nemoteno delovati; kakor duša vlada nad telesom, tako mora vladati tudi duhovna oblast nad svetno. To je bilo odprto nasprotovanje cesarjevi oblasti. Po Gregorju ima papež, najvišji nosilec duhovne oblasti, celo pravico nevrednega vladarja odstaviti in njegove podložnike odvezati od pokorščine. Gregor VII. je vse te misli povzel v sloviti zbirki Dictatus papae.
Tudi njegovo odločno in strokovno vodenje administracije je upravo cerkvenih lasti uredilo in z uspešnimi terjatvami obnovilo premoženje, s katerim so se poprej okoriščali rimski plemiči in Normani, ki jim je bil papež Nikolaj II. dodelil velike koncesije.

### Simonija, laična investitura in celibat
V prepričanju, da mora duhovna oblast prevladati nad posvetno, se je Gregor lotil prenove Cerkve. Nastopil je proti simoniji in ženitvi duhovnikov, najmočneje pa je odmeval njegov boj proti laični investituri. Na postni sinodi 1074 je zagrozil s cerkvenimi kaznimi vsem, ki bi s podkupovanjem prejeli kako cerkveno službo, in je prepovedal ženitev duhovnikov. Naslednje sinode so zahteve poostrile: 1075. je ukazal simonistične klerike odstaviti, oženjenih duhovnikov pa naj se ljudstvo izogiba. Sinoda 1078. je od škofov zahtevala, da ne smejo več trpeti oženjenih duhovnikov. 
Da ti odloki ne bi ostali zgolj na papirju, je papež za posamezne dežele imenoval stalne legate, ki naj bi nadzorovali izvajanje cerkvene obnove. V Franciji je tako papeški poslanec odstavil simonističnega škofa Manaseja v Reimsu. Vso podporo reformam pa je dajal učeni profesor teologije v istem mestu Bruno iz Kölna, ki se je 1084. s šestimi tovariši naselil v samotni gorski dolini La Chartreuse pri Grenoblu in s tem ustanovil kartuzijanski red.

### Spor s Henrikom IV.
Gregor si je prizadeval, da bi duhovno oblast osvobodil izpod svetne in ji zagotovil avtoriteto, ki ji pripada, zlasti v Petrovem nasledniku. Odločnost v boju zoper laično investituro mu je nakopala mnogo nevšečnosti in sovražnosti. Najhujši njegov nasprotnik sta postala cesar Henrik IV. in njegova desna roka - ubogljivi protipapež Klemen. 
Leta 1076, ko mu je bilo komaj 26 let, je Henrik odstavil papeža, na kar je Gregor odgovoril z izobčenjem cesarja. Trideset let prej je cesarjev predhodnik Henrik III. uspešno odstavil kar tri papeže, a sedaj kaj takega ni bilo več mogoče izvesti predvsem zaradi notranje nemške politike. Aristokracija se je postavila na stran papeža, da bi zmanjšala cesarjev ugled, in uporna saška plemena so izkoristila priložnost za ponovno vstajo. Nemški princi so zahtevali od Henrika, da prosi papeža oproščenja, sicer bodo izvolili novega kralja. Henrik je sprva skušal prejeti odvezo s posredovanjem svojih osebnih poslancev, ki jih pa Gregor sploh ni sprejel, zato se je odločil, da papeža moralno prisili z izkazanjem vdanosti in pokorščine. Odpravil se je osebno v Canosso, kjer se je papež trenutno nahajal v enem od gradov grofice Matilde. Tu ga je papež pustil tri dni čakati pred vrati, nakar ga je sprejel kot spokornika in mu dal odvezo. Vendar to še ni pomenilo političnega sporazuma, posebno ne v zvezi z investiturami. 
Po povratku domov Henrik ni bil deležen večjega upoštevanja, saj so princi celo izvolili drugega kralja, Rudolfa Švabskega. Papež Gregor se ni vmešal v te interne nemške spore vse do leta 1080, ko se je postavil na Rudolfovo stran in ponovno izobčil Henrika. A tokrat okoliščine niso bile zanj ugodne. Ljudje niso videli zadostnih razlogov za to izobčenje in so začeli dvomiti v papeža. Po drugi strani je tudi Henrik dozorel v modrega vladarja, ki si je znal pridobiti naklonjenost kar trinajstih kardinalov. Odstavil je Gregorja in imenoval namestnika, ki ga je po treh letih imenoval za papeža (protipapež Klemen III.). Nato je z vojsko napadel Rim in prisilil Gregorja, da se je zatekel v trdnjavo Castel Sant'Angelo. Po nekaj mesecih obleganja in brezplodnih pogajanj je Gregor poklical na pomoč Normane, ki so sicer pregnali nemško vojsko, a so se nato predali plenitvi in opustošenju mesta. Ko so zapustili Rim, so Normani pospremili Gregorja VII. na svoja posestva v Salernu.

### Mednarodni odnosi
Razen razburkanih prepirov s Henrikom IV. je Gregor VII. za časa svojega papeževanja vzpostavil prijateljske odnose z vsemi krščanskimi državami, s saracenskim kraljem v Mavretaniji in celo z Armenci. Velikega pomena so njegovi stiki z bizantinskim cesarjem Mihaelom VII., s katerim je načrtoval sestavo velike vojske, ki naj bi pomagala Bizancu v vojni proti Arabcem. S tem ni nameraval samo osvoboditi Jeruzalem, ampak je hotel tudi vzhodno Cerkev pridobiti za zedinjenje. Te njegove načrte je pozneje skušal uresničiti papež Urban II. s prvo križarsko vojno (1096 — 1099). 
Zanimivi so Gregorjevi odnosi s Hrvati. Vladar Dmitar Zvonimir je leta 1075 prisegel zvestobo papežu, vključno z dolžnostjo obrambe Cerkve in siromakov ter z letnim prispevkom in desetino. V zameno ga je papežev posebni poslanec Gebizon leta 1076 v Solinu (osrednja Dalmacija) kronal za kralja in s tem uradno priznal Kraljestvo Dalmacije i Hrvatske (Regnum Dalmatiae et Chroatiae).

## Smrt in čaščenje
Papež Gregor VII. je zaradi normanskega plenjenja moral bežati pred prebivalci Rima in se je zatekel v Salerno. Z izgovorom, da je treba papeža ščititi pred morebitnim nemškim napadom, so mu Normani praktično odvzeli prostost: umrl je v izgnanstvu 25. maja 1085 v Salernu.
Epitaf na njegovem sarkofagu v salernski stolnici pravi latinsko takole: 
»Dilexi iustitiam et odivi iniquitatem – propterea morior in exilio«
Besede so vzete iz svetopisemskega psalma 44,8: Dilexísti justítiam, et odísti iniquitátem : proptérea unxit te Deus, Deus tuus, óleo lætítiæ præ consórtibus tuis.
Za blaženega ga je razglasil 1584. v Rimu Gregor XIII., a k svetnikom ga je prištel 1606. Pavel V.. 

### Ocena
- Gregor VII. je zasijal kot blagodejno sonce za celotno Cerkev; od sv. Petra naprej ni bilo papeža, ki bi bolj od njega deloval v korist vere, najsi bo z izkoreninjevanjem simonije, zavračanjem heretikov, obnovo prave discipline, obrambo pravic Apostolskega sedeža – in se nasploh odlikoval po svetosti in čudežih.[15]
- Papež Gregor VII. – Hildebrand – je bil eden največjih rimskih papežev in ena najpomembnejših osebnosti vseh časov.[5]